# Dédougou
Dédougou – miasto w zachodniej części Burkiny Faso, ośrodek administracyjny prowincji Mouhoun. Według spisu z 2019, liczy 63,6 tys. mieszkańców. 